# جاده ئی۶۹۲ اروپا
جاده ئی۶۹۲ اروپا (به انگلیسی: European route E692) یکی از جاده‌های درجه ۲ قاره اروپا است.
این جاده که در کشور گرجستان قرار دارد از شهر باتومی شروع شده و در شهر سامتردیا به پایان می‌رسد.